# Jiřice (Boêmia Central)
Jiřice é uma comuna checa localizada na região da Boêmia Central, distrito de Nymburk.